# 이두원
이두원(李斗遠, 1964년 9월 16일 ~ )은 대한민국의 제5·6대 충청남도 홍성군의원이다.

## 학력
- 서부국민학교 졸업
- 갈산중학교 졸업
- 안양공업고등학교 졸업
- 충남대학교 낙농학 학사 졸업

## 경력
- 공군 병장 만기전역
- 충남대학교 총학생회 인권복지위원장
- 홍성지방자치개혁연대 회장
- 대통령 국가균형발전 자문위원
- 전국한우협회 중앙회 부회장
- 대전광역시·충청남도 한우협동조합 조합장
- 전국자치분권연구소 이사
- 민주평화통일자문회의 위원
- 전국대학 학원자주화추진위원회 부의장
- 한국농업전문학교 현장교수
- 한국도시행정학회 정회원
- 충청남도 농민연대 공동대표
- 전국한우조합장 협의회 회장
- 청운대 이전저지대책 특별위원장
- 새정치민주연합 정책조정위원회 부위원장
- 2008.10 ~ 2010.06 제5대 충청남도 홍성군의회 의원
- 2010.07 ~ 2014.06 제6대 충청남도 홍성군의회 의원
- 2012.07 ~ 2014.06 제6대 충청남도 홍성군의회 후반기 의회운영위원회 위원장

## 저서
- 지역농업이 살아야 한국이 산다
- 광개토대통령(공저)

## 역대 선거 결과
| 선거명           | 직책명                               | 대수            | 정당           | 득표율 | 득표수  | 결과 | 당락                     |
| ---------------- | ------------------------------------ | --------------- | -------------- | ------ | ------- | ---- | ------------------------ |
| 제3회 지방 선거  | 충청남도 홍성군수                    | 37대 (민선 3기) | 무소속         | 5.46%  | 2,409표 | 5위  | 낙선                     |
| 제4회 지방 선거  | 충청남도 홍성군수                    | 38대 (민선 4기) | 열린우리당     | 18.19% | 7,868표 | 3위  | 낙선                     |
| 10·29 재보궐선거 | 충청남도 홍성군의원(홍성군 라선거구) | 5대 (민선 4기)  | 자유선진당     | 48.14% | 2,523표 | 1위  | 충청남도 홍성군의원 당선 |
| 제5회 지방 선거  | 충청남도 홍성군의원(홍성군 가선거구) | 6대 (민선 5기)  | 무소속         | 13.75% | 2,338표 | 3위  | 충청남도 홍성군의원 당선 |
| 제6회 지방 선거  | 충청남도의원(홍성군 제1선거구)       | 10대 (민선 6기) | 새정치민주연합 | 34.60% | 9,938표 | 2위  | 낙선                     |